# Арктический мировой архив

Логотип Арктического мирового архива

Арктический мировой архив (англ. Arctic World Archive) — объект, созданный с целью сохранения данных, расположенный на архипелаге Шпицберген (Норвегия), неподалёку от Всемирного семенохранилища. Архив содержит данные из нескольких стран, представляющие исторический и культурный интерес, а также весь открытый исходный код американской транснациональной компании GitHub. Данные содержатся на носителях, рассчитанных на срок службы от 500 до 1000 лет, в глубоко закопанном стальном хранилище. Объект функционирует в качестве коммерческого предприятия и находится под управлением частной компании Piql и государственной угледобывающей компании Store Norske.

## История
Piql — норвежская компания, которая специализируется на долгосрочном хранении цифровых носителей. Piql и Store Norske совместными усилиями разработали на глубине стальной свод из заброшенной угольной шахты. В момент открытия Арктического мирового архива 27 марта 2017 года в хранилище были погружены копии различных исторических документов, переданных правительствами Бразилии, Мексики и Норвегии.

## Описание
Архипелаг Шпицберген, расположенный к северу от материковой Норвегии, примерно в 970 километрах (600 миль) от Северного полюса, согласно договору, подписанному после Первой мировой войны, был объявлен демилитаризованной зоной 42 странами. Статус означает, что данная территория не может быть использована в военных целях, а потому компания характеризует это место как «самое безопасное место в мире для „цифрового посольства“».
Объект представляет собой большое стальное хранилище, расположенное на глубине приблизительно от 150 до 300 метров под землёй в вечной мерзлоте внутри заброшенной угольной шахты, высота которой превышает 300 метров в сторону горы. Объект защищён бетонной стеной и стальными воротами. Сами данные хранятся в надёжных транспортных контейнерах за воротами.
Благодаря арктическому климату архипелага и сформированной им вечной мерзлоте, даже если в хранилище будет отключено электричество, температура внутри останется ниже температуры плавления, что достаточно для того, чтобы сохранять содержимое хранилища в течение десятилетия или более долгого периода. Более того, хранилище расположено достаточно глубоко, чтобы избежать повреждений даже от применения ядерного и электромагнитного оружия.

## Хранение и использование в будущем
Данные хранятся в автономном режиме на цифровых плёнках, срок службы которых составляет не менее 500 лет. Данные плёнки разработаны с применением усовершенствованной технологии изготовления обычной фотоплёнки, изготавливаются из полиэфира, покрытого кристаллами галогенида серебра и порошком оксида железа. В оптимальных условиях срок службы подобных плёнок может составить и около 2000 лет.
Применяемый на объекте подход классифицируется как «холодный» способ хранения архивированных данных. Он выгодно отличается от «горячего» (например, доступные онлайн-репозитории) и «тёплого» способов (например, интернет-архивы), к недостаткам которых относится то, что оба эти способа предполагают использование электроники, а значит данные могут быть уничтожены в результате мощной геомагнитной бури, подобной «Солнечному супершторму» 1859 года. Предполагается периодическое архивирование данных каждые 5 лет.
Осознавая, что в достаточно далёком будущем люди могут не понять, что именно они наблюдают в хранилище, был разработан своеобразный «Розеттский камень» в качестве руководства по интерпретации архива, способного помочь декодировать данные. Все руководства могут быть прочитаны людьми после увеличения и доступны на английском, арабском, испанском, китайском языках и хинди.

## Процесс
Клиенты, которые платят за хранение данных, могут отправлять свои данные в цифровом или физическом виде. Данные из хранилища можно получить в любое время, однако это длительный процесс, по той причине, что хранилище не подключено к интернету. В подобном случае необходимо вручную извлечь катушку с плёнкой, затем передать данные посредством оптоволоконного соединения на материк в штаб-квартиру Piql в Драммене. Максимально короткое время извлечения данных составляет 20-30 минут, но обычно это занимает больше времени.

## Содержание
В архиве хранится широкий спектр исторических и культурных данных. Правительства, исследователи, религиозные учреждения, медиа-компании и другие субъекты хранят в хранилище некоторые из своих наиболее важных документов. Бразилия и Норвегия разместили свои конституции и другие важные исторические документы.
В числе прочего, архив включает информацию о биоразнообразии Австралии («Атлас живой Австралии») и примеры культурно значимых работ австралийских авторов. Он также включает модели машинного обучения, созданные австралийским государственным агентством Geoscience Australia, которые помогают исследовать такие явления, как лесные пожары и изменение климата.
Архив включает оцифрованную версию знаменитой картины Эдварда Мунка «Крик» для Национального музея Норвегии и оцифрованную версию классика итальянской литературы Данте Алигьери «Божественная комедия» для библиотеки Ватикана
В марте 2018 года немецкое научно-популярное телешоу Galileo разместило свой первый выпуск, а также сняло документальный фильм об объекте для телеканала ProSieben.

## Программа архивирования GitHub
В ноябре 2019 года сервис GitHub (приобретённый Microsoft в 2018 году) объявил о том, что весь его общедоступный открытый исходный код будет заархивирован в хранилище Арктического мирового архива.
В июле 2020 года архив сайта за февраль размером в 21 ТБ был помещён в хранилище. Данные хранятся на 186 катушках с плёнкой длиной 1 километр, с нанесённым на них кодом в качестве отдельных, плотных (каждый содержит по 120 ГБ данных) QR-кодов.
Объём хранимого кода был описан следующим образом: «Если бы тот, кто печатает со скоростью около 60 слов в минуту, сел и попытался заполнить всё это пространство, это заняло бы 111 300 лет». На первой катушке содержатся коды операционных систем Linux и Android, а также коды других 6 тысяч основных приложений с открытым исходным кодом.
В дополнение к общему руководству по хранилищу, «технологическое древо» содержит подробную информацию о технологии разработки программного обеспечения, языках программирования и другую информацию о компьютерном программировании.